# Пречин
Пречин (словац. Prečín) — село, громада округу Поважська Бистриця, Тренчинський край. Кадастрова площа громади — 17.63 км².
Населення 1537 осіб (станом на 31 грудня 2021 року).

## Історія
Пречин згадується 1385 року.

## Населення
| Рік:            | 1994. | 2004.    | 2014.   | 2024.   |
| --------------- | ----- | -------- | ------- | ------- |
| Кількість осіб: | 1261  | 1393     | 1440    | 1561    |
| Різниця:        |       | +10,46 % | +3,37 % | +8,40 % |

| Рік:            | 2023. | 2024.   |
| --------------- | ----- | ------- |
| Кількість осіб: | 1555  | 1561    |
| Різниця:        |       | +0,38 % |